# ФК Тампере јунајтед
ФК Тампере јунајтед је фински фудбалски клуб из Тампереа, основан 1998. и игра у првом рангу. Основан је фузијом ФК Илвес и ТПВ-2.

## Историја
Као што је написано, основан је 1998. фузијом и пребачен у Икенен, другу лигу Финске. Одмах је постао одличан прволигаш, после 15 месеци постојања. Постао је првак 2001, 2006 и 2007.
Победили су бугарског Левског из Софије у 2. колу квалификација за Лигу шампиона са 2-0 укупно, али у наредном квалификационом кругу изгубили од Розенборга, 5-0 укупно. После у квалификацијама за Лигу УЕФА су изгубили од Бордоа (укупно 3-2).

## Успеси
- Титула првака: 2001, 2006, 2007
- Фински куп: 2007